# Строганова, Татьяна Александровна
Строганова Татьяна Александровна (7 августа 1956, Москва) — доктор биологических наук, профессор, заведующая кафедрой возрастной психофизиологии факультета клинической и специальной психологии Московского городского психолого-педагогического университета, руководитель Центра нейрокогнитивных исследований (МЭГ-центр) МГППУ.

## Биография
Окончила биологический факультет МГУ.
1978—1988 гг. — младший научный сотрудник Института мозга АМН СССР
1988 г. — защитила кандидатскую диссертацию.
1988—2003 гг. — старший научный сотрудник Научно-исследовательского института мозга РАМН.
С 1998 г. — профессор, заведующая кафедрой возрастной психофизиологии Московского городского психолого-педагогического университета; приглашенный профессор Российского общества клинической нейрофизиологии.
2002 г. — защитила докторскую диссертацию «Ритмы ЭЭГ и развитие процессов контроля внимания у младенцев»
С 2008 г. — директор Центра нейрокогнитивных исследований (МЭГ-центра) Московского городского психолого-педагогического университета.
Член Международного общества изучения развития поведения (International Society for the Study of Behavioral Development) и Российского общества нейрокогнитивных исследований. Член редакционной коллегии журнала «Экспериментальная психология».

## Научная деятельность
Т. А. Строганова руководит Центром нейрокогнитивных исследований МГППУ, который оборудован первой в России системой регистрации магнитоэнцефалограммы (МЭГ). Центр проводит изучение мозговых процессов, лежащих в основе когнитивных функций восприятия, внимания и речи в норме и при различных патологиях, а также работает над развитием методов нейроимиджинга (нейровизуализации).
Т. А. Строганова руководила (совместно с Ю. В. Обуховым) проектом по методологии трехмерного картирования электрической активности мозга в пространстве и времени, разработав новую методику непараметрического анализа сигналов трехмерной ЭЭГ. Также в сферу её научных интересов входит комплексное применение различных методов диагностики, в частности, картирование речевых зон коры мозга человека с помощью корегистрации МРТ и МЭГ.
Ряд её работ посвящён разработке и внедрению методов МЭГ в диагностику нарушений функций мозга и их восстановления в ходе лечения и/или коррекции в нейрохирургической клинике, в том числе локализации источников эпилептической активности с применением МЭГ.
Т. А. Строганова исследует нейрофизиологические особенности базовых психических функций при синдроме аутизма. Под её руководством выполнены исследования «Вызванная активность мозга при восприятии иллюзорного контура у детей раннего возраста в норме и при раннем детском аутизме» и «Ранние нейропсихологические маркеры аутизма: особенности зрительного внимания и ритмов ЭЭГ».

## Преподавательская деятельность
Читает курс «Психобиология и психофизиология развития» в МГППУ; руководит ознакомительным практикумом «Основы психофизиологического эксперимента с применением метода МЭГ» НИУ «Высшая школа экономики» (на базе МЭГ-центра МГППУ).

## Основные публикации
- Stroganova T.A., Tcetlin M.M. Psychophysiological study of temperament in infants suffered early visual deprivation. Human Physiology 1998;24(3): 27-33.
- Строганова Т. А., Орехова Е. В. Психофизиология индивидуальных различий в младенчестве: современное состояние проблемы // Вопросы психологии. — 1998. — № 1. — С. 124—146.

3.
- Stroganova T.A., Orekhova E.V., Posikera I.N. Externally and internally controlled attention in infants: an EEG study. International Journal of Psychophysiology 1998; 30:339-351.
- Stroganova T.A., Orekhova E.V., Posikera I.N. EEG alpha rhythm in infants. Clinical Neurophysiology 1999; 10: 997—1012.
- Stroganova T.A., Tcetlin M.M. The biological basis of temperamental individual differences in infants over the second half-year of life. Human Physiology 1999; 4: 36-50.
- Orekhova E.V., Stroganova T.A., Posikera I.N. Theta synchronization during sustained anticipatory attention in infants over the second half of the first year of life. International Journal of Psychophysiology 1999; 32: 151—172.
- Orekhova E.V., Stroganova T.A., Posikera I.N. Alpha activity as an index of cortical inhibition during sustained internally controlled attention in infants. Clinical Neurophysiology 2001; 112:740-749.
- Orekhova E.V., Stroganova T.A., Posikera I.N., Malykh S.B. Heritability and «environmentability» of electroencephalogram in infants: The twin study. Psychophysiology 2003; 40: 727—741.
- Stroganova T.A., Pushina N.P., Orekhova E.V. Developmental and Individual differences in delayed response task performance in infant twins. Journal of Higher Nervous Activity 2004; 54: 340—351.
- Stroganova T.A., Pushina N.P., Orekhova E.V., Posikera I.N., Tsetlin M.M. The individual differences in hand preference in infancy. Human Physiology 2004; 30: 20-30.
- Morozov A.A., Obukhov Yu.V., Stroganova T.A., Tsetlin M.M., Orekhova E.V. The Search of the Regularity in the Spatio-Temporal Dynamics of the Human Visual Cortex Oscillations. Pattern Recognition and Image Analysis 2005; 15(3):1-3.
- Orekhova E.V., Stroganova T.A., Posikera I.N., Elam M. EEG theta rhythm in infants and preschool children. Clin Neurophysiol 2006;117:1047-1062
- Stroganova T.A., Orekhova E.V. EEG and Infant States. In: M.de Haan (Ed.) Infant EEG and Event-Related Potentials. Psychology Press, 2007.
- Orekhova E.V., Stroganova T.A., Nygren G., Tsetlin M.M., Posikera I.N., Gillberg C., Elam M. Excess of high frequency EEG oscillations in boys with autism. Biological Psychiatry 2007;62(9):1022-9.
- Stroganova T.A., Orekhova E.V., Prokofyev A.O., Posikera I.N., Morozov A.A., Obukhov Y.V., Morozov V.A. Inverted event-related potentials response to illusory contour in boys with autism. Neuroreport 2007;18(9):931-935.
- Stroganova T.A., Nygren G., Orekhova E.V., Tsetlin M.M., Posikera I.N., Gillberg C., Elam M. Abnormal EEG lateralization in boys with autism. Clinical Neurophysiology 2007;118(8):1842-1854.
- Orekhova E.V., Stroganova T.A., Prokofyev A.O., Nygren G., Gillberg C., Elam M. Sensory gating in young children with autism: relation to age, IQ, and EEG gamma oscillations. Neurosci Lett 2008;434(2):218-223.

## Интересные факты
- Т. А. Строганова является одной из самых известных российских нейропсихологов за рубежом (её индекс Хирша равен 18)[2].